# Woodsboro (Texas)
Woodsboro é uma cidade  localizada no estado norte-americano do Texas, no Condado de Refugio.

## Demografia
Segundo o censo norte-americano de 2000, a sua população era de 1685 habitantes.
Em 2006, foi estimada uma população de 1619, um decréscimo de 66 (-3.9%).

## Geografia
De acordo com o United States Census Bureau tem uma área de
2,0 km², dos quais 2,0 km² cobertos por terra e 0,0 km² cobertos por água. Woodsboro localiza-se a aproximadamente 13 m acima do nível do mar.

## Localidades na vizinhança
O diagrama seguinte representa as localidades num raio de 32 km ao redor de Woodsboro.